# 文德兰自由共和国

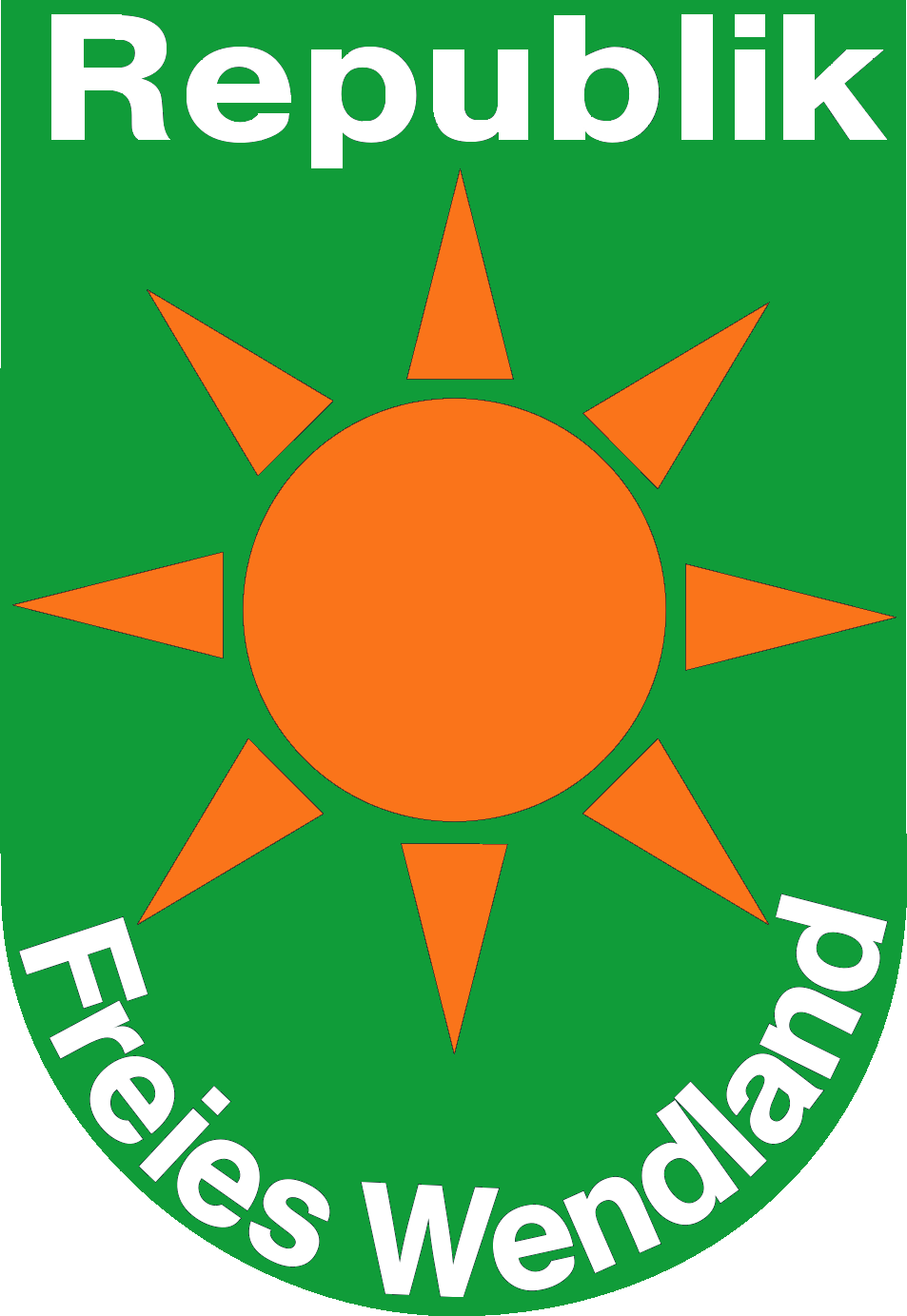
文德兰自由共和国国徽

文德兰自由共和国（德語：Republik Freies Wendland）是一个抗议营，于1980年5月3日在西德下萨克森州戈莱本（属于文德兰地区）建立，目的是抗议在那里建立核废料储存场。1980年6月4日，警察进入抗议营并驱逐了抗议人员。